# ATP de Düsseldorf
O ATP de Düsseldorf ou Düsseldorf Open foi uma competição de tênis masculina, que esteve no circuito em 2013 e 2014, em quadras de saibro, em Düsseldorf, Alemanha. O torneio foi descontinuado em 2015, devido a baixa procura de patrocinadores e foi relocado para o ATP de Genebra, em 2015.

## Finais

### Simples
| Ano  | Campeão               | Vice-campeão    | Resultado |
| ---- | --------------------- | --------------- | --------- |
| 2014 | Philipp Kohlschreiber | Ivo Karlović    | 6–2, 7–64 |
| 2013 | Juan Mónaco           | Jarkko Nieminen | 6–4, 6–3  |

### Duplas
| Ano  | Campeões                       | Vice-campeões                    | Resultado        |
| ---- | ------------------------------ | -------------------------------- | ---------------- |
| 2014 | Santiago González Scott Lipsky | Martin Emmrich Christopher Kas   | 7–5, 4–6, [10–3] |
| 2013 | Andre Begemann Martin Emmrich  | Treat Conrad Huey Dominic Inglot | 7–5, 6–2         |